# 68 (число)
68 (шестьдесят восемь) — натуральное число, расположенное между числами 67 и 69.

## В математике
- 68 является чётным двузначным числом.
- Сумма цифр числа 68 — 14.
- Произведение цифр этого числа — 48.
- Квадрат этого числа — 4624.
- 68 — нетотиентное число[1].
- 68 — число Перрина[2].
- 68 является суммой двух точных квадратов: 68 = 22 + 82[3].
- Число 68 является репдигитом в шестнадцатеричной системе счисления (44)[3].
- Каноническое разложение числа 68 можно записать в виде 22 × (222 + 1).
- Двузначная комбинация 68 появляется в десятичной записи числа пи последней из всех двузначных комбинаций[4][5].
- 68 — наименьшее составное число, которое при переворачивании «вверх ногами» даёт простое число (89)[3].
- 68 — наибольшее чётное число, представимое в виде суммы двух простых чисел двумя различными способами: 68 = 7 + 61 = 31 + 37[3].

## В науке
- 68 — атомный номер эрбия[6].

## В областях
- 68 — автомобильный код Тамбовской Области.